# Carl Immanuel Scharling
Carl Immanuel Scharling, född den 3 januari 1879, död den 13 augusti 1951, var en dansk biskop, son till professor Carl Henrik Scharling.
Scharling blev filosofie doktor 1917 (på avhandlingen Ekklesiabegrebet hos Paulus), kyrkoherde och stiftsprost i Ribe 1930 samt domprost i Roskilde 1937. Han var biskop i Ribe 1939-49.
Scharling publicerade bland annat Barthianisme (1932) och Grundtvig og Romantikken (1947) samt biografier över biskop Hans Lassen Martensen och över sin far.

## Utmärkelser
- Riddare av Dannebrogorden,  1933[2]
- Dannebrogsmännens hederstecken,  1941[2]
- Kommendör av Dannebrogorden,  1946[2]

[Redigera Wikidata]